# Liste der Bodendenkmale in Molbergen
In der Liste der Bodendenkmale in Molbergen sind die Bodendenkmale der niedersächsischen Gemeinde Molbergen aufgeführt. Die Quelle ist der Denkmalatlas Niedersachsen.
- Bitte beachten Sie, dass diese Liste keinen Anspruch auf Vollständigkeit erhebt.
- Die Angaben ersetzen nicht die rechtsverbindliche Auskunft der zuständigen Denkmalschutzbehörde.
- Es sind nur Daten aus dem Denkmalatlas verarbeitet.
- Der Stand der Liste ist der 18. April 2025.

Molbergen im Landkreis Cloppenburg

## Allgemein
In den Spalten finden sich folgende Informationen des Bodendenkmales:
| Lage         | geographische Koordinaten                                                           |
| Bezeichnung  | Bezeichnung lt. Denkmalatlas                                                        |
| Beschreibung | Beschreibung lt. Denkmalatlas                                                       |
| ID           | Objekt-ID                                                                           |
| Bild         | Bild, ggf. zusätzlich mit Link zu weiteren Fotos im Medienarchiv Wikimedia Commons. |

## Molbergen
| Lage                        | Bezeichnung             | Beschreibung | ID       | Bild |
| --------------------------- | ----------------------- | --- | -------- | ---- |
| 52° 52′ 52″ N, 7° 52′ 59″ O | Molbergen 40, Grabhügel | Durchmesser ca. 18 m und Höhe ca. 1 m. Annähernd rund, Kuppenmulde.                                                           | 28926022 | BW   |
| 52° 52′ 54″ N, 7° 52′ 59″ O | Molbergen 41, Grabhügel | Durchmesser ca. 10 m und Höhe ca. 0,6 m. Rund, ebenmäßig gewölbt.                                                             | 28926020 | BW   |
| 52° 52′ 53″ N, 7° 52′ 58″ O | Molbergen 42, Grabhügel | Durchmesser ca. 12 m und Höhe ca. 0,7 m. Ehemals rund. Jetzt nur noch nordöstl. Bereich vorhanden, nach Südwesten abgetragen. | 28926024 | BW   |